# Скарлатти, Джузеппе
Джузеппе Скарлатти (итал. Giuseppe Scarlatti, 1718 или 18 июня 1723, Неаполь — 17 августа 1777, Вена) — композитор неаполитанской оперной школы, писавший в жанрах опера-сериа и опера-буфф. Жил и работал в Риме с 1739 до 1741 год. В 1752—1754 годах творил во Флоренции, Пизе, Лукке и Турине. С 1752 до 1754 год, а затем с 1756 по 1759 годы, Скарлатти работал в Венеции и короткое время в Милане и Барселоне. В 1760 году переехал в Вену, где он подружился с Кристофом Виллибальдом Глюком. Считался третьим самым важным музыкантом рода Скарлатти. До сих пор неясно, был ли Джузеппе племянником Алессандро, родившимся 18 июня 1723, или племянником Доменико, родившимся в 1718 году. Джузеппе Скарлатти был женат на венской певице Барбаре Стабили (итал. Barbara Stabili), которая умерла в 1753 году. В 1767 году он женился на Антонии Лефевра (фр. Antonia Lefebvre), которая в том же году родила ему сына; она умерла три года спустя. Скарлатти умер в Вене в 1777 году, не оставив завещания.

## Творчество

### Оперы
| Название                               | Оригинал                                      | Жанр           | Деление | Либретто               | Дата премьеры   | Город, театр                       |
| -------------------------------------- | --------------------------------------------- | -------------- | ------- | ---------------------- | --------------- | ---------------------------------- |
| Меропа                                 | итал. Merope                                  | опера-сериа    | 3 акта  | Апостоло Дзено         | 23 января 1740  | Рим, Театро Капраника              |
| Дарий                                  | итал. Dario                                   | опера-сериа    | 3 акта  | Джованни Балданса      | карнавал 1741   | Рим, Театро Арджентина             |
| Арминий в Германии                     | итал. Arminio in Germania                     | опера-сериа    | 3 акта  | К. Пасквини            | 24 июня 1741    | Флоренция, Театро делла Пергола    |
| Сир                                    | итал. Siroe                                   | опера-сериа    | 3 акта  | Метастазио             | июнь 1742       | Флоренция, Театро делла Пергола    |
| Помпей в Армении                       | итал. Pompeo in Armenia                       | опера-сериа    | 3 акта  | Бартоломео Виттури     | карнавал 1744   | Пиза, Публико                      |
| Эцио                                   | итал. Ezio                                    | опера-сериа    | 3 акта  | Метастазио             | осень 1744      | Лукка, Цивико                      |
| Олимпиада                              | итал. L'Olimpiade                             | опера-сериа    | 3 акта  | Метастазио             | осень 1745      | Лукка, Публико                     |
| Игрок                                  | итал. Il giocatore                            | опера-буфф     | 2 акта  |                        | карнавал 1747   | Флоренция, Театро дел Кокомеро     |
| Артаксеркс                             | итал. Artaserse                               | опера-сериа    | 3 акта  | Метастазио             | 26 августа 1747 | Лукка                              |
| Пертенопа                              | итал. Partenope                               | опера-сериа    | 3 акта  | Сильвио Стампилья      | карнавал 1749   | Турин, Театр Реджио                |
| Признание Семирамиды                   | итал. Semiramide riconosciuta                 | опера-сериа    | 3 акта  | Метастазио             | карнавал 1751   | Ливорно, Сан Себастиано            |
| Адриан в Сирии                         | итал. Adriano in Siria                        | опера-сериа    | 3 акта  | Метастазио             | карнавал 1752   | Венеция, Театро Сан-Кассиано       |
| Деметрио                               | итал. Demetrio                                | опера-сериа    | 3 акта  | Метастазио             | 11 июня 1752    | Падуя, Театро Нуово                |
| Чудодейственные эффекты матери-природы | итал. I portentosi effetti della Madre Natura | опера-буфф     | 3 акта  | Карло Гольдони         | 11 ноября 1752  | Венеция, Театро Сан Самуэле        |
| самозванец                             | итал. L'impostore                             | опера-буфф     |         |                        | 1752            | Барселона, Театро де ла Санта-Крус |
| Александр в Индии                      | итал. Alessandro nell'Indie                   | опера-сериа    | 3 акта  | Метастазио             | 12 мая 1753     | Реджо-нель-Эмилия, Публико         |
| О вкусах не спорят                     | лат. De gustibus non est disputandum          | опера-буфф     | 3 акта  | Карло Гольдони         | карнавал 1754   | Венеция, Театро Сан-Кассиано       |
| Кайо Марио                             | итал. Caio Mario                              | опера-сериа    | 3 акта  | Гаэтано Роккафорте     | 20 января 1755  | Неаполь, Сан-Карло                 |
| Антигона                               | итал. Antigona                                | опера-сериа    | 3 акта  | Гаэтано Роккафорте     | карнавал 1756   | Милан, Театро Дукале               |
| Необитаемый остров (Потерянный китаец  | итал. L'isola disabitata (La Cinese smarrita) | опера-буфф     | 3 акта  | Карло Гольдони         | осень 1757      | Венеция, Театро Сан Самуэле        |
| Лукавый раб                            | итал. La serva scaltra                        | опера-буфф     | 3 акта  |                        | осень 1759      | Венеция, Театро Сан-Моизе          |
| Милосердие Тита                        | итал. La clemenza di Tito                     | опера-сериа    | 3 акта  | Метастазио             | карнавал 1760   | Венеция, Театро Сан-Бенедетто      |
| L'Issipile                             | итал. L'Issipile                              | опера-сериа    | 3 акта  | Метастазио             | осень 1760      | Вена, Бургтеатер                   |
| Пелопида                               | итал. Pelopida                                | опера-сериа    | 3 акта  | Гаэтано Роккафорте     | карнавал 1763   | Турин, Театр Реджио                |
| Баязет                                 | итал. Bajazet                                 | опера-сериа    | 3 акта  | Агостино Пьовене       | карнавал 1765   | Верона, Аккадемия Филармоника      |
| Экстравагантный (Его жена любовница)   | итал. Gli stravaganti (La moglie padrona)     | опера-буфф     | 2 акта  | Алсиндо Исауренсе      | 11 февраля 1765 | Вена, Бургтеатер                   |
| Армида                                 | итал. Armida                                  | камерная опера |         | Марко Кольтеллини      | около 1766      | Вена, Бургтеатер                   |
| Где любовь, там и ревность             | итал. Dove è amore è gelosia                  | интермеццо     |         | Марко Кольтеллини      | 24 июля 1768    | Чески-Крумлов, Крумловский замок   |
| Ревнивая любовь                        | итал. L'amor geloso                           | камерная опера |         |                        | 5 июля 1770     | Вена, Шёнбрунн                     |
| Амити и Онтарио, или Дикарь            | итал. Amiti e Ontario, o I selvaggi           | опера-сериа    |         | Раньери де Кальцабиджи | 1772            | Вена, Бургтеатер                   |

Авторство Джузеппе Скарлатти не подтверждено:
- La madamigella (либретто Антонио Паломба, 1755, Неаполь)
- Il mercato di Malmantide (опера-буфф, либретто Карло Гольдони, 1758, Венеция)

### Другие работы
- 1739 — La Santissima Vergine annunziata (оратория, Рим)
- 1739 — Componimento per musica (серенада, Рим)
- 1752 — L'amor della patria (серенада, либретто Карло Гольдони, Венеция)
- 1762 — Les aventures de Serail (балет, Вена)
- Imeneo, sognando talora (кантата для тенора и basso continuo)
- I lamenti d'Orfeo (кантата для 2 голосов и оркестра)
- Amor prigioniero (кантата для 2 сопрано и инструментов)
- Различные арии
- Соната для клавесина